# ISO 3166-2:CU
Die Liste der ISO-3166-2-Codes für  Kuba enthält die Codes für die 15 Provinzen und ein Sonderverwaltungsgebiet.
Die Codes bestehen aus zwei Teilen, die durch einen Bindestrich voneinander getrennt sind. Der erste Teil gibt den Landescode gemäß ISO 3166-1 (für  Kuba CU), der zweite den Code für die Provinz wieder.

Der aktuelle Landescode wurde im Oktober 2014 zuletzt aktualisiert.

Provinzen und Sonderverwaltungsgebiet in Kuba

| Provinz                                     | Code  |
| ------------------------------------------- | ----- |
| Pinar del Río                               | CU-01 |
| Havanna                                     | CU-03 |
| Matanzas                                    | CU-04 |
| Villa Clara                                 | CU-05 |
| Cienfuegos                                  | CU-06 |
| Sancti Spíritus                             | CU-07 |
| Ciego de Ávila                              | CU-08 |
| Camagüey                                    | CU-09 |
| Las Tunas                                   | CU-10 |
| Holguín                                     | CU-11 |
| Granma                                      | CU-12 |
| Santiago de Cuba                            | CU-13 |
| Guantánamo                                  | CU-14 |
| Artemisa                                    | CU-15 |
| Mayabeque                                   | CU-16 |
| Sonderverwaltungsgebiet Isla de la Juventud | CU-99 |